# Alkoholdrycker i Sverige
Alkoholdrycker dricks i Sverige liksom i övriga västvärlden.

## Sorter
I modern alkoholforskning brukar Sverige traditionellt sägas tillhöra brännvinsbältet. Typiskt svenskt är brännvin och vodka. Öl (framför allt lageröl) och delvis vin har blivit allt vanligare på brännvinets bekostnad. Sedan 1999 är Sverige ett officiellt vinland, och försäljningen av vin som tillverkats på druvor som odlats i Sverige har ökat på Systembolaget.

## Dryckesvanor
I Sverige dricker man öl, vin och spritdrycker av olika slag. 
Vid jul dricks ofta glögg.

## Historik
- 1467 - Krutblandaren Mäster Berentz i Stockholm inhandlar ”4 örtugar brandwijn till kruth” från Lübeck. Det ska användas som ingrediens i kruttillverkningen – men det visar sig snart att det går att dricka också.[4]
- 1494 - Sten Sture d.ä. utfärdar förbud mot att bränna eller sälja brännvin i Stockholm.[5]
- 1498 - En viss Cort Flaskedragare får ensamrätt till 1507 på tillverkning och försäljning av brännvin i Stockholm.[6]
- 1590 - Under Johan III:s ryska fälttåg lär sig de svenska knektarna att man kan bränna brännvin av spannmål.
- 1698 - Husbehovsbränningen förbjuds.
- 1709 - Nöd i landet efter Poltava. Karl XII förbjuder brännvinsframställning av brödsäd.
- 1746 - Första gången man gör brännvin av potatis.
- 1756 - Importförbud på bland annat sprit, vin och öl. Alla brännvinspannor dras samtidigt in av staten.
- 1787 - Husbehovsbränningen släpps åter helt fri.
- 1829 - Brännvinskonsumtionen uppgår till 46 liter om året per invånare. Antalet brännvinspannor i Sverige beräknas vara 175 000.
- 1850 - Några bergsmän i Falun bildar det första systembolaget "I sedlighetens intresse". Vinsten går till allmännyttiga ändamål.
- 1855 - Ny brännvinsförordning syftar till att skapa ordning i handeln med brännvin och att reducera det enskilda vinstintresset.
- 1860 - Ny tillverkningsförordning stoppar husbehovsbränningen.
- 1865 - AB Göteborgssystemet bildas.
- 1905 - All brännvinsförsäljning i landet ska skötas av särskilda bolag under viss statlig kontroll.
- 1912 - AB Göteborgssystemet inför anmälningsbevis för spritinköp.
- 1914 - AB Stockholmssystemet börjar sin verksamhet med att införa motbokstvång och individuell ransonering.
- 1917 - AB Vin & Spritcentralen bildas och tar över all partihandel.
- 1917 - Förbud mot starkölsförsäljning.

### Motbokens tid
- 1919 - Motbokssystemet genomförs till fullo genom en ny rusdrycksförsäljningsförordning. Systembolagen får monopol också på vinförsäljningen.
- 1922 - Folkomröstning om ett totalförbud. 889 000 röstade för och 925 000 mot förbud.
- 1939 - Andra världskriget sätter stopp för den omfattande och organiserade spritsmugglingen till Sverige och Finland.

### Systembolaget efter motboken
- 1955 - Motboken slopas. Systembolaget blir ett riksbolag (Nya System AB). Starkölsförbudet upphävs. Flera ölsorter, som under förbudet har sålts på Export, behåller ordet "Export" på etiketten.[7]
- 1957 - Riksdagen beslutar om spärrlistor och legitimationsskyldighet. Systembolaget börjar sin propaganda för mildare dryckesvanor.
- 1963 - Legitimationsbestämmelserna skärps.
- 1965 - Mellanölet klass II B införs.
- 1969 - Inköpsåldern sänks från 21 till 20 år.
- 1977 - Mellanölet II B och spärrlistorna avskaffas.
- 1978  - Ny lag om handel med drycker träder i kraft med bland annat nya regler för butiksetablering.
- 1979 - Skärpta regler om marknadsföring av alkohol.
- 1981 - Ny lag om langning och överlåtelse till ungdom.
- 1982 - Beslut om lördagsstängt på Systembolaget.
- 1991 - Första självbetjäningsbutiken öppnas på prov.

### Systembolaget och EU
- 1993 - EU-kommissionen meddelar i en skrivelse till Sveriges regering att Systembolaget får finnas kvar även om Sverige går med i EU.
- 1994 - Ny alkohollag och nytt avtal mellan Systembolaget och staten.
- 1995 - Som ett resultat av EU-kommissionens beslut avvecklas Vin & Sprits monopol på import, export, tillverkning och partihandel. Samtidigt upphör Systembolagets ensamrätt på försäljning till restauranger.
- 1997 - EG-domstolen slår i det så kallade Franzén-målet fast att Systembolaget är förenligt med EG-rätten.
- 2000 - Prov med lördagsöppet på Systembolaget i sex län. Systembolaget startar provverksamhet med näthandel.
- 2001 - Beslut om lördagsöppet på Systembolaget i hela Sverige, införs från och med den 7 juli detta år.
- 2003 - Systembolagshärvan avslöjas. Ett flertal av Systembolagets ledande leverantörer skall på ett omfattande och systematiskt sätt, totalt i strid med bolagets officiellt deklarerade policy, ha betalt butikschefer för sina produkters närvaro i butikerna.
- 2004 - Generösa införselregler bidrar till att minska Systembolagets försäljning[8].
- 2005 - Trots införseln från Danmark och Finland ökar Systembolagets försäljning[8].
- 2006 - EG-domstolens Generaladvokat Tizzano meddelar i sitt förslag till dom i målet C-170/04 (Klas Rosengren m.fl. mot Riksåklagaren) att Systembolagets rutiner för import av alkoholhaltiga drycker som inte finns inom Systembolagets sortimentet måste ändras för att inte missgynna vissa distributörer (fri rörlighet för varor). Detta eftersom Systembolaget har monopol på privatimport av alkoholhaltiga drycker till Sverige.
- 2007 - Den 5 juni beslutade EU-domstolen att det svenska alkoholmonopolet strider mot EG-rätten. Det ska därför vara tillåtet att importera alkohol via Internet.[9]